# David Gillow
David Gillow (* 6. März 1950) ist ein ehemaliger simbabwischer Radrennfahrer.

## Sportliche Laufbahn
Gillow war im Straßenradsport aktiv. Er war Teilnehmer der Olympischen Sommerspiele 1980 in Moskau. Im olympischen Straßenrennen schied er aus.
Er war einer von zwei Startern seines Landes im Straßenradsport.

## Familiäres
Seine Tochter Shara Gillow startete bei den Olympischen Sommerspielen 2012 im Straßenradsport.